# Osiedle Reymonta (Siedlce)
Os. Reymonta – osiedle w Siedlcach, leży w środkowo-zachodniej części miasta. Osiedle zajmuje obszar ok. 5 ha i w całości zabudowane domami jednorodzinnymi.

## Położenie
Osiedle znajduje się pomiędzy ulicami:
- Cmentarną (od północy),
- K. Przerwy-Tetmajera (od wschodu),
- W.Reymonta (od zachodu),
- Szkolna (od południa).

Osiedle graniczy z:
- Os. 10 Lutego (od wschodu),
- Cmentarzem Centralnym (od północy),
- torami PKP (od południa).